# 安杰拉·鲁杰罗
安杰拉·鲁杰罗（義大利語：Angela Ruggiero，1980年1月3日—），美国女子冰球运动员。她曾代表美国国家队参加1998年、2002年、2006年和2010年冬季奥林匹克运动会冰球比赛，获得一枚金牌、二枚银牌和一枚铜牌。